# Josep Comas i Solà
Pour les articles homonymes, voir Comas (homonymie) et Sola.
Josep Comas i Solà (en catalan) ou José Comas y Solá (en espagnol) (Barcelone, 19 décembre 1868 – Barcelone, 2 décembre 1937) est un astronome espagnol.

## Découvertes
Il observe les planètes, dont Mars et Saturne, mesurant la période de rotation de cette dernière. Il écrivit plusieurs livres popularisant l'astronomie et fut le premier président de la Sociedad Astrónomica de España y América.
Il découvre la comète périodique 32P/Comas Solá et codécouvrit la comète non périodique C/1925 F1 (Shajn-Comas Solá). Il découvrit également quelques astéroïdes.
Les astéroïdes (1102) Pepita (de son surnom Pepito) et (1655) Comas Solá portent son nom.
En 1907, il déclare avoir observé l'obscurcissement du limbe de Titan, une lune de Saturne, prouvant pour la première fois que ce corps possédait une atmosphère.
| (804) Hispania    | 20 mars 1915      |
| (925) Alphonsina  | 13 janvier 1920   |
| (945) Barcelona   | 3 février 1921    |
| (986) Amelia      | 19 octobre 1922   |
| (1102) Pepita     | 5 novembre 1928   |
| (1117) Reginita   | 24 mai 1927       |
| (1136) Mercedes   | 30 octobre 1929   |
| (1188) Gothlandia | 30 septembre 1930 |
| (1626) Sadeya     | 10 janvier 1927   |
| (1655) Comas Solá | 28 novembre 1929  |
| (1708) Pólit      | 1er décembre 1929 |